# Európai Digitális Könyvtár
Az Európai Digitális Könyvtár (EDK, másként Europeana) az Európai Unió (EU) multimédiás elektronikus könyvtára. 2008-ban kezdte meg működését, minden tagállam nyelvén.

## Története
Az Európai Digitális Könyvtár projektjét 2005-ben indította útnak az Európai Bizottság az Európa Könyvtár továbbfejlesztéseként. Célja az volt, hogy közös felületet nyújtson a tagállamokban digitalizált dokumentumok eléréséhez, így nem kell az összes gyűjteményt, külön átkutatni, ha keresünk egy témában. Megvalósítása szoros együttműködésben zajlott az EU-s nemzeti könyvtárakkal, az uniós tagállamok más kulturális intézményeivel, valamint támogatta az Európai Parlament is. Az Európai Digitális Könyvtár létrehozásával kapcsolatos stratégiáját szeptember 30-án jelentette be az Európai Bizottság az „i2010: párbeszéd a digitális könyvtárakról” című közleményében. Az Europeana üzemeltetője az Európai Digitális Könyvtár Alapítvány, amely a főbb európai könyvtáregyesületeket, archívumokat, múzeumokat, audiovizuális archívumokat és kulturális intézményeket fogja össze. 2008-as indulásakor az EU több mint ezer kulturális intézményéből és nemzeti könyvtárából származó több mint kétmillió könyvet, térképet, hangfelvételt, fényképet, archív dokumentumot, festményt és filmet érhetnek el az internetezők. Az állományhoz Franciaország 52 százalékban, Nagy-Britannia és Hollandia 10-10 százalékban járult különféle művészeti, történelmi és egyéb alkotásaival. Az online elérhető tartalom az ígéretek szerint gyorsan fog bővülni. Az EU célja az volt, hogy 2010-ig tízmillió kulturális mű legyen a honlapon megtalálható, azonban az említett időpontig "csak" 6 millió anyagot töltöttek fel.
Az informatikai hátteret a Koninklijke Bibliotheek, a holland nemzeti könyvtár biztosítja. Az óránként ötmillió látogatóra tervezett kiszolgáló kapacitás a nyitáskor (2008. november 20-án) kevésnek bizonyult. Óránként 20 millióan próbálták betölteni az EDK oldalait, és a túlterheléstől a számítógépes rendszer lefagyott. Az infrastruktúra bővítése után a rendszer 2008 decemberében indult újra.
A tervek szerint 2011-től kezdi meg teljes működését az Europeana.eu kiterjesztett többnyelvűséggel és szemantikus web-es szolgáltatásokkal.

### Alapelvei
Az alapelveket 2006-ban az Európai Bizottság fogalmazta meg a kulturális anyagok digitalizálásáról és online hozzáférhetőségéről, valamint a digitális megőrzésről szóló ajánlásában:
- Digitalizálni kell, mert így lesz mindenki számára bármikor elérhető az összes Európai értéket hordozó kulturális anyag. (kulturális anyag: könyvek, folyóiratok, hírlapok, fényképek, múzeumi tárgyak, levéltári dokumentumok és audiovizuális anyagok.)
- A digitalizálást össze kell hangolni, együtt kell működni. (Átfedések kiküszöbölése, sok kis országos digitális gyűjteményt egybe kell szervezni, hogy így egy helyről elérhető legyen. Fontos a többnyelvű platform és keresés.)
- Új, nagy kapacitású digitalizáló műhelyeket érdemes lenne létrehozni. (Javul a minőség, és mellette olcsóbb lesz a digitalizálás.)
- Lehetséges/fennálló jogi problémák országokon belüli feloldása kívánatos, hogy tényleg mindent meg lehessen őrizni.
- Digitális kötelespéldány-szolgáltatás bevezetése, az így felmerülő jogi problémák megoldása.

### Magyar nyelven
Az Europeana partnerhálózata több mint 150 tagú. Magyar részről hat közreműködője van a projektnek:
- Országos Széchényi Könyvtár Magyar Elektronikus Könyvtár (OSZK MEK)
- Nemzeti Audiovizuális Archívum (NAVA)
- Nemzeti Digitális Adattár (NDA)
- Petőfi Irodalmi Múzeum (PIM)
- Magyar Rádió Archívuma (MR Archívum)
- Forum Hungaricum Nonprofit Kft. (MaNDA adatbázis)

Az induláskor 6000, a Magyar Elektronikus Könyvtárból (MEK) és az Elektronikus Periodika Archívumból (EPA) származó mű volt elérhető az EDK-ban. A dokumentumok csaknem fele a magyar és világirodalommal kapcsolatos, a többi pedig főleg társadalomtudományi jellegű. Az Országos Széchényi Könyvtár (OSZK) lefoglalta az europeana.hu domainnevet a leendő magyar változat számára.

### Finanszírozás
2009-ig a Bizottság finanszírozta a projektet (1,3 millió euróval). 2009-2011 között a Bizottság több tagországgal együtt finanszírozza a projektet (6,2 millió euró; 9 tagország, köztük Magyarország közreműködésével is). A későbbiekben, ahogy ismertebb lesz a gyűjtemény, egyre inkább be akarják vonni a tagállamokat és a magánszektort is a finanszírozásba.

### Egyéb, az Europeana-ban részt vevő projektek

#### Athena
Ösztönzi a tartalomgazdák közötti együttműködést, a közös szabványok kialakítását és alkalmazását, valamint a meglévő tapasztalatok terjesztését és a jó megoldások átvételét.

#### Europeana Local
Helyi és a regionális digitális tartalmak elérhetővé tételét célozza az Európai Digitális Könyvtáron keresztül.

#### European Film Gateway
Olyan, az Europeanához kapcsolódó portál fejlesztését célozza, amely közvetlen hozzáférést tesz lehetővé mintegy 790 ezer digitalizált objektumhoz (filmekhez, fényképekhez, poszterekhez, rajzokhoz, hanganyagokhoz és szöveges dokumentumokhoz).

#### Video Active
Az Európai Bizottság eContentplus programjának keretében jött létre.
Fő célkitűzése, hogy hozzáférést nyújtson az európai televíziós archívumokhoz. Az archívum tíz nyelven kereshető: angol, francia, német, olasz, holland, görög, magyar, katalán, dán és svéd.
„A Video Active a nemzeti szintű digitalizálási tevékenységek összefogásával (…) hozzáférést nyújt az archív tartalmakhoz mindezt egy egységesen kialakított, integrált páneurópai rendszer keretében. A projekt során Európa tizenegy vezető nemzeti audiovizuális archívumának digitalizált tartalmai válnak online elérhetővé.”

## Működése
Digitális dokumentumok leírásait gyűjti be, maguk a digitális objektumok az adatgazda intézménynél maradnak. Az Europeana adatbázisa tartalmazza a leíró metaadatokat, a technikai metaadatokat, esetleg bélyegképet, továbbá más adatokat. Az adatbázisból egy link mutat az eredeti digitális dokumentumra. A rendszer az úgynevezett aggregátoroktól gyűjti be az adatokat (az aggregátorokat aratja - lehet nemzetközi, vagy országonkénti).

## Lásd még
- Magyar Elektronikus Könyvtár
- Google Book Search

## Külső hivatkozások
- Honlap
- Rónai Iván: Kulturális digitalizálás – félúton az Europeana felé Archiválva 2013. szeptember 20-i dátummal a Wayback Machine-ben – In: TMT, 56. évf. (2009) 08. szám
- Az Europeana promóciós videója – YouTube-videó
- Az OSZK sajtóközleménye – 2008. február 11.
- Többé nem omlik össze a Europeana – Interjú Bram van der Werffel, a projekt új technikai igazgatójával – Index, 2009. február 6.
- Ritkaságokat is digitalizálnak az Europeanában – Index, 2010. november 22.